# Rhynchostegium brevinerve
Rhynchostegium brevinerve là một loài rêu trong họ Brachytheciaceae. Loài này được Huttunen & Ignatov mô tả khoa học đầu tiên năm 2010.